# ادیدو
ادیدو (به لاتین: Adido) در بنین است که در استان کالینس واقع شده‌است.

## خصوصیات
ادیدو ۸٬۱۸۳ نفر جمعیت دارد.